# Kozica (Pljevlja)
Pour les articles homonymes, voir Kozica.
Kozica (en serbe cyrillique : Козица) est un village du nord du Monténégro, dans la municipalité de Pljevlja.

## Démographie

### Évolution historique de la population
| 1948 | 1953 | 1961 | 1971 | 1981 | 1991 | 2003 |
| ---- | ---- | ---- | ---- | ---- | ---- | ---- |
| 386  | 529  | 622  | 601  | 465  | 256  | 153  |